# براتيسلاف جورجيفيتش
براتيسلاف «باتا» جورجيفيتش (بالسيريلية الصربية: Братислав Ђорђевић؛ مواليد 23 أكتوبر 1938) هو مدرب ولاعب كرة سلة محترف صربي سابق. كان مدربًا رئيسيًا لفريق كرفينا زفيزدا خلال سبعينيات القرن الماضي. وهو والد ألكسندر دوردفيتش، وهو أيضًا مدرب كرة سلة محترف ولاعب سابق.

## المسيرة كلاعب
قضى جورجيفيتش مسيرته الكروية كاملة في نادي رادنيتشكي من بلغراد والذي لعب في الدوري اليوغوسلافي الأول لكرة السلة.

## المسيرة التدريبية
بدأ جورجيفيتش مسيرته التدريبية في رادنيكي. لكن أهم نجاح حققه مع النجم الأحمر. كان مدربًا لفريق زفيزدا الذي فاز بلقب الدوري اليوغوسلافي 1971–72. ضم الفريق زوران سلافنيتش، دراغان كابيتشيتش، فلاديمير سفيتكوفيتش، و ليوبودراغ سيمونوفيتش من بين آخرين.
خلال فترة لعبه مع نادي زفيزدا، بدأ ابنه ألكسندر بلعب كرة السلة. لم يحصل ألكسندر على فرصة حقيقية في نادي كرفينا زفيزدا، فواصل مسيرته مع غريمه بارتيزان، وأصبح لاحقًا أحد أفضل لاعبي كرة السلة في يوغوسلافيا وصربيا.
إلى جانب النجم الأحمر زفيزدا، قام جورجيفيتش بتدريب العديد من الأندية ومنتخبين وطنيين. وأهم الأندية التي دربها هي: رادنيكي، برانيك ماريبور، آي إم تي بلغراد، ليموج سي إس بي.
كما قام بتدريب المنتخبات الوطنية للعراق والإمارات العربية المتحدة. وفي دورة الألعاب الآسيوية عام 1982، حقق العراق فوزًا على اليمن بنتيجة 251–33.
أسس جورجيفيتش أول معسكرات كرة السلة في يوغوسلافيا، في زلاتيبور (1975) وبور (1976).

## الحياة الشخصية
بالإضافة إلى مسيرته التدريبية، عمل جورجيفيتش مدرسًا للتربية البدنية في مدرسة ماركو أوريسكوفيتش الابتدائية في نيو بلغراد من عام 1967 إلى عام 1971.
شقيقه بريدراج «بوكا» جورجيفيتش مدرب كرة سلة سابق.

## سجل التدريب

### الدوري اليوغوسلافي الأول لكرة السلة
| الفريق       | العام   | ل  | ف  | خ  | ف–خ% | النتيجة |
| ------------ | ------- | -- | -- | -- | ---- | ------- |
| النجم الأحمر | 1971–72 | 22 | 17 | 5  | .773 | البطل   |
| النجم الأحمر | 1972–73 | 26 | 20 | 6  | .769 | الوصيف  |
| النجم الأحمر | 1976–77 | 26 | 15 | 11 | .577 | السادس  |
| النجم الأحمر | 1977–78 | 26 | 12 | 14 | .462 | الثامن  |
| النجم الأحمر | 1978–79 | 22 | 9  | 13 | .409 | السابع  |
| المجموع      | المجموع |    |    |    | –    |         |